# Талап (Жанакорганський район)
Тала́п (каз. Талап) — станційне селище у складі Жанакорганського району Кизилординської області Казахстану. Входить до складу Манапського сільського округу.
Населення — 447 осіб (2021; 311 у 2009, 467 у 1999, 427 у 1989).